# Quatre Jours de Dunkerque 2016
La 62e édition des Quatre Jours de Dunkerque a lieu du 4 au 8 mai 2016. Elle fait partie du calendrier UCI Europe Tour 2016 en catégorie 2.HC.

## Équipes
Classés en catégorie 2.HC de l'UCI Europe Tour, les Quatre Jours de Dunkerque sont par conséquent ouverts aux WorldTeams dans la limite de 70 % des équipes participantes, aux équipes continentales professionnelles, aux équipes continentales françaises, aux équipes continentales étrangères dans la limite de deux, et à une équipe nationale française.
Dix-huit équipes participent à ces Quatre Jours de Dunkerque - trois WorldTeams, dix équipes continentales professionnelles et cinq équipes continentales :
| WorldTeams (3)- AG2R La Mondiale - Etixx-Quick Step - FDJ Équipes continentales professionnelles (10)- Androni Giocattoli-Sidermec - Cofidis, Solutions Crédits - Delko-Marseille Provence-KTM - Direct Énergie - Fortuneo-Vital Concept - ONE Pro Cycling - Roompot-Oranje Peloton - Stölting Service Group - Topsport Vlaanderen-Baloise - Wanty-Groupe Gobert Équipes continentales (5)- Armée de terre - Crelan-Vastgoedservice - HP BTP-Auber 93 - Roubaix Métropole européenne de Lille - Wallonie Bruxelles-Group Protect |
| |

## Étapes
Cinq étapes constituent ces Quatre Jours de Dunkerque.
| Étape     | Date  | Villes étapes                    | type            | Distance (km) | Vainqueur d'étape | Leader du classement général |
| --------- | ----- | -------------------------------- | --------------- | ------------- | ----------------- | ---------------------------- |
| 1re étape | 4 mai | Dunkerque – Gravelines           | étape de plaine | 169,9         | Bryan Coquard     | Bryan Coquard                |
| 2e étape  | 5 mai | Aniche – Aniche                  | étape de plaine | 185,5         | Bryan Coquard     | Bryan Coquard                |
| 3e étape  | 6 mai | Béthune – Saint-Pol-sur-Ternoise | étape vallonnée | 169,1         | Bryan Coquard     | Bryan Coquard                |
| 4e étape  | 7 mai | Audruicq – Cassel                | étape vallonnée | 175,8         | Xandro Meurisse   | Bryan Coquard                |
| 5e étape  | 8 mai | Hondschoote – Dunkerque          | étape de plaine | 160           | Kenny Dehaes      | Bryan Coquard                |

## Récit de la course
Alexis Gougeard tenta de s'échapper en solitaire dans les quinze derniers kilomètres des premières étapes.

## Déroulement de la course

### 1reétape
| \| Classement de l'étape \| Classement de l'étape \| Classement de l'étape \| Classement de l'étape \| Classement de l'étape \| \| Coureur \| Coureur \| Pays \| Équipe \| Temps \| \| --------------------- \| --------------------- \| --------------------- \| ------------------------------------- \| --------------------- \| \| 1er \| Bryan Coquard \| France \| Direct Énergie \| 4 h 28 min 53 s \| \| 2e \| Raymond Kreder \| Pays-Bas \| Roompot-Oranje Peloton \| + 0 s \| \| 3e \| Nacer Bouhanni \| France \| Cofidis, Solutions Crédits \| + 0 s \| \| 4e \| Bert Van Lerberghe \| Belgique \| Topsport Vlaanderen-Baloise \| + 0 s \| \| 5e \| Kenny Dehaes \| Belgique \| Wanty-Groupe Gobert \| + 0 s \| \| 6e \| Rudy Barbier \| France \| Roubaix Métropole européenne de Lille \| + 0 s \| \| 7e \| Daniel Hoelgaard \| Norvège \| FDJ \| + 0 s \| \| 8e \| Maximiliano Richeze \| Argentine \| Etixx-Quick Step \| + 0 s \| \| 9e \| Yannick Martinez \| France \| Delko-Marseille Provence-KTM \| + 0 s \| \| 10e \| Francesco Chicchi \| Italie \| Androni Giocattoli-Sidermec \| + 0 s \| |                     |           |                                       |                 |
| |                     |           |                                       |                 |
| Source : ProCyclingStats |                     |           |                                       |                 |
| Classement de l'étape |                     |           |                                       |                 |
| Coureur | Coureur             | Pays      | Équipe                                | Temps           |
| 1er | Bryan Coquard       | France    | Direct Énergie                        | 4 h 28 min 53 s |
| 2e | Raymond Kreder      | Pays-Bas  | Roompot-Oranje Peloton                | + 0 s           |
| 3e | Nacer Bouhanni      | France    | Cofidis, Solutions Crédits            | + 0 s           |
| 4e | Bert Van Lerberghe  | Belgique  | Topsport Vlaanderen-Baloise           | + 0 s           |
| 5e | Kenny Dehaes        | Belgique  | Wanty-Groupe Gobert                   | + 0 s           |
| 6e | Rudy Barbier        | France    | Roubaix Métropole européenne de Lille | + 0 s           |
| 7e | Daniel Hoelgaard    | Norvège   | FDJ                                   | + 0 s           |
| 8e | Maximiliano Richeze | Argentine | Etixx-Quick Step                      | + 0 s           |
| 9e | Yannick Martinez    | France    | Delko-Marseille Provence-KTM          | + 0 s           |
| 10e | Francesco Chicchi   | Italie    | Androni Giocattoli-Sidermec           | + 0 s           |

| \| Classement général \| Classement général \| Classement général \| Classement général \| Classement général \| \| Coureur \| Coureur \| Pays \| Équipe \| Temps \| \| ------------------ \| ------------------ \| ------------------ \| ------------------------------------- \| ------------------ \| \| 1er \| Bryan Coquard \| France \| Direct Énergie \| 4 h 28 min 43 s \| \| 2e \| Marco Frapporti \| Italie \| Androni Giocattoli-Sidermec \| + 2 s \| \| 3e \| Raymond Kreder \| Pays-Bas \| Roompot-Oranje Peloton \| + 4 s \| \| 4e \| Kai Reus \| Pays-Bas \| Roompot-Oranje Peloton \| + 4 s \| \| 5e \| Nacer Bouhanni \| France \| Cofidis, Solutions Crédits \| + 6 s \| \| 6e \| Stéphane Poulhiès \| France \| Armée de terre \| + 6 s \| \| 7e \| Bert Van Lerberghe \| Belgique \| Topsport Vlaanderen-Baloise \| + 10 s \| \| 8e \| Kenny Dehaes \| Belgique \| Wanty-Groupe Gobert \| + 10 s \| \| 9e \| Rudy Barbier \| France \| Roubaix Métropole européenne de Lille \| + 10 s \| \| 10e \| Daniel Hoelgaard \| Norvège \| FDJ \| + 10 s \| |                    |          |                                       |                 |
| |                    |          |                                       |                 |
| Source : ProCyclingStats |                    |          |                                       |                 |
| Classement général |                    |          |                                       |                 |
| Coureur | Coureur            | Pays     | Équipe                                | Temps           |
| 1er | Bryan Coquard      | France   | Direct Énergie                        | 4 h 28 min 43 s |
| 2e | Marco Frapporti    | Italie   | Androni Giocattoli-Sidermec           | + 2 s           |
| 3e | Raymond Kreder     | Pays-Bas | Roompot-Oranje Peloton                | + 4 s           |
| 4e | Kai Reus           | Pays-Bas | Roompot-Oranje Peloton                | + 4 s           |
| 5e | Nacer Bouhanni     | France   | Cofidis, Solutions Crédits            | + 6 s           |
| 6e | Stéphane Poulhiès  | France   | Armée de terre                        | + 6 s           |
| 7e | Bert Van Lerberghe | Belgique | Topsport Vlaanderen-Baloise           | + 10 s          |
| 8e | Kenny Dehaes       | Belgique | Wanty-Groupe Gobert                   | + 10 s          |
| 9e | Rudy Barbier       | France   | Roubaix Métropole européenne de Lille | + 10 s          |
| 10e | Daniel Hoelgaard   | Norvège  | FDJ                                   | + 10 s          |

### 2eétape
| \| Classement de l'étape \| Classement de l'étape \| Classement de l'étape \| Classement de l'étape \| Classement de l'étape \| \| Coureur \| Coureur \| Pays \| Équipe \| Temps \| \| --------------------- \| --------------------- \| --------------------- \| ------------------------------------- \| --------------------- \| \| 1er \| Bryan Coquard \| France \| Direct Énergie \| 4 h 34 min 18 s \| \| 2e \| Nacer Bouhanni \| France \| Cofidis, Solutions Crédits \| + 0 s \| \| 3e \| Roy Jans \| Belgique \| Wanty-Groupe Gobert \| + 0 s \| \| 4e \| Rudy Barbier \| France \| Roubaix Métropole européenne de Lille \| + 0 s \| \| 5e \| Maximiliano Richeze \| Argentine \| Etixx-Quick Step \| + 0 s \| \| 6e \| Kenny Dehaes \| Belgique \| Wanty-Groupe Gobert \| + 0 s \| \| 7e \| Raymond Kreder \| Pays-Bas \| Roompot-Oranje Peloton \| + 0 s \| \| 8e \| Boris Vallée \| Belgique \| Fortuneo-Vital Concept \| + 0 s \| \| 9e \| Leonardo Duque \| Colombie \| Delko-Marseille Provence-KTM \| + 0 s \| \| 10e \| Benjamin Giraud \| France \| Delko-Marseille Provence-KTM \| + 0 s \| |                     |           |                                       |                 |
| |                     |           |                                       |                 |
| Source : ProCyclingStats |                     |           |                                       |                 |
| Classement de l'étape |                     |           |                                       |                 |
| Coureur | Coureur             | Pays      | Équipe                                | Temps           |
| 1er | Bryan Coquard       | France    | Direct Énergie                        | 4 h 34 min 18 s |
| 2e | Nacer Bouhanni      | France    | Cofidis, Solutions Crédits            | + 0 s           |
| 3e | Roy Jans            | Belgique  | Wanty-Groupe Gobert                   | + 0 s           |
| 4e | Rudy Barbier        | France    | Roubaix Métropole européenne de Lille | + 0 s           |
| 5e | Maximiliano Richeze | Argentine | Etixx-Quick Step                      | + 0 s           |
| 6e | Kenny Dehaes        | Belgique  | Wanty-Groupe Gobert                   | + 0 s           |
| 7e | Raymond Kreder      | Pays-Bas  | Roompot-Oranje Peloton                | + 0 s           |
| 8e | Boris Vallée        | Belgique  | Fortuneo-Vital Concept                | + 0 s           |
| 9e | Leonardo Duque      | Colombie  | Delko-Marseille Provence-KTM          | + 0 s           |
| 10e | Benjamin Giraud     | France    | Delko-Marseille Provence-KTM          | + 0 s           |

| \| Classement général \| Classement général \| Classement général \| Classement général \| Classement général \| \| Coureur \| Coureur \| Pays \| Équipe \| Temps \| \| ------------------ \| ------------------- \| ------------------ \| ------------------------------------- \| ------------------ \| \| 1er \| Bryan Coquard \| France \| Direct Énergie \| 9 h 02 min 51 s \| \| 2e \| Nacer Bouhanni \| France \| Cofidis, Solutions Crédits \| + 10 s \| \| 3e \| Gediminas Bagdonas \| Lituanie \| AG2R La Mondiale \| + 12 s \| \| 4e \| Marco Frapporti \| Italie \| Androni Giocattoli-Sidermec \| + 12 s \| \| 5e \| Raymond Kreder \| Pays-Bas \| Roompot-Oranje Peloton \| + 14 s \| \| 6e \| Kai Reus \| Pays-Bas \| Roompot-Oranje Peloton \| + 14 s \| \| 7e \| Félix Pouilly \| France \| Roubaix Métropole européenne de Lille \| + 15 s \| \| 8e \| Roy Jans \| Belgique \| Wanty-Groupe Gobert \| + 16 s \| \| 9e \| Stéphane Poulhiès \| France \| Armée de terre \| + 16 s \| \| 10e \| Sjoerd van Ginneken \| Pays-Bas \| Roompot-Oranje Peloton \| + 16 s \| |                     |          |                                       |                 |
| |                     |          |                                       |                 |
| Source : ProCyclingStats |                     |          |                                       |                 |
| Classement général |                     |          |                                       |                 |
| Coureur | Coureur             | Pays     | Équipe                                | Temps           |
| 1er | Bryan Coquard       | France   | Direct Énergie                        | 9 h 02 min 51 s |
| 2e | Nacer Bouhanni      | France   | Cofidis, Solutions Crédits            | + 10 s          |
| 3e | Gediminas Bagdonas  | Lituanie | AG2R La Mondiale                      | + 12 s          |
| 4e | Marco Frapporti     | Italie   | Androni Giocattoli-Sidermec           | + 12 s          |
| 5e | Raymond Kreder      | Pays-Bas | Roompot-Oranje Peloton                | + 14 s          |
| 6e | Kai Reus            | Pays-Bas | Roompot-Oranje Peloton                | + 14 s          |
| 7e | Félix Pouilly       | France   | Roubaix Métropole européenne de Lille | + 15 s          |
| 8e | Roy Jans            | Belgique | Wanty-Groupe Gobert                   | + 16 s          |
| 9e | Stéphane Poulhiès   | France   | Armée de terre                        | + 16 s          |
| 10e | Sjoerd van Ginneken | Pays-Bas | Roompot-Oranje Peloton                | + 16 s          |

### 3eétape
| \| Classement de l'étape \| Classement de l'étape \| Classement de l'étape \| Classement de l'étape \| Classement de l'étape \| \| Coureur \| Coureur \| Pays \| Équipe \| Temps \| \| --------------------- \| --------------------- \| --------------------- \| ------------------------------------- \| --------------------- \| \| 1er \| Bryan Coquard \| France \| Direct Énergie \| 4 h 10 min 17 s \| \| 2e \| Baptiste Planckaert \| Belgique \| Wallonie Bruxelles-Group Protect \| + 0 s \| \| 3e \| Rudy Barbier \| France \| Roubaix Métropole européenne de Lille \| + 0 s \| \| 4e \| Maximiliano Richeze \| Argentine \| Etixx-Quick Step \| + 0 s \| \| 5e \| Olivier Pardini \| Belgique \| Wallonie Bruxelles-Group Protect \| + 0 s \| \| 6e \| Nacer Bouhanni \| France \| Cofidis, Solutions Crédits \| + 0 s \| \| 7e \| Laurent Pichon \| France \| FDJ \| + 0 s \| \| 8e \| Yannis Yssaad \| France \| Armée de terre \| + 0 s \| \| 9e \| Romain Feillu \| France \| HP BTP-Auber 93 \| + 0 s \| \| 10e \| Sébastien Minard \| France \| AG2R La Mondiale \| + 0 s \| |                     |           |                                       |                 |
| |                     |           |                                       |                 |
| Source : ProCyclingStats |                     |           |                                       |                 |
| Classement de l'étape |                     |           |                                       |                 |
| Coureur | Coureur             | Pays      | Équipe                                | Temps           |
| 1er | Bryan Coquard       | France    | Direct Énergie                        | 4 h 10 min 17 s |
| 2e | Baptiste Planckaert | Belgique  | Wallonie Bruxelles-Group Protect      | + 0 s           |
| 3e | Rudy Barbier        | France    | Roubaix Métropole européenne de Lille | + 0 s           |
| 4e | Maximiliano Richeze | Argentine | Etixx-Quick Step                      | + 0 s           |
| 5e | Olivier Pardini     | Belgique  | Wallonie Bruxelles-Group Protect      | + 0 s           |
| 6e | Nacer Bouhanni      | France    | Cofidis, Solutions Crédits            | + 0 s           |
| 7e | Laurent Pichon      | France    | FDJ                                   | + 0 s           |
| 8e | Yannis Yssaad       | France    | Armée de terre                        | + 0 s           |
| 9e | Romain Feillu       | France    | HP BTP-Auber 93                       | + 0 s           |
| 10e | Sébastien Minard    | France    | AG2R La Mondiale                      | + 0 s           |

| \| Classement général \| Classement général \| Classement général \| Classement général \| Classement général \| \| Coureur \| Coureur \| Pays \| Équipe \| Temps \| \| ------------------ \| ------------------- \| ------------------ \| ------------------------------------- \| ------------------ \| \| 1er \| Bryan Coquard \| France \| Direct Énergie \| 13 h 12 min 58 s \| \| 2e \| Nacer Bouhanni \| France \| Cofidis, Solutions Crédits \| + 20 s \| \| 3e \| Gediminas Bagdonas \| Lituanie \| AG2R La Mondiale \| + 22 s \| \| 4e \| Marco Frapporti \| Italie \| Androni Giocattoli-Sidermec \| + 22 s \| \| 5e \| Raymond Kreder \| Pays-Bas \| Roompot-Oranje Peloton \| + 24 s \| \| 6e \| Kai Reus \| Pays-Bas \| Roompot-Oranje Peloton \| + 14 s \| \| 7e \| Félix Pouilly \| France \| Roubaix Métropole européenne de Lille \| + 15 s \| \| 8e \| Roy Jans \| Belgique \| Wanty-Groupe Gobert \| + 16 s \| \| 9e \| Stéphane Poulhiès \| France \| Armée de terre \| + 16 s \| \| 10e \| Sjoerd van Ginneken \| Pays-Bas \| Roompot-Oranje Peloton \| + 16 s \| |                     |          |                                       |                  |
| |                     |          |                                       |                  |
| Source : ProCyclingStats |                     |          |                                       |                  |
| Classement général |                     |          |                                       |                  |
| Coureur | Coureur             | Pays     | Équipe                                | Temps            |
| 1er | Bryan Coquard       | France   | Direct Énergie                        | 13 h 12 min 58 s |
| 2e | Nacer Bouhanni      | France   | Cofidis, Solutions Crédits            | + 20 s           |
| 3e | Gediminas Bagdonas  | Lituanie | AG2R La Mondiale                      | + 22 s           |
| 4e | Marco Frapporti     | Italie   | Androni Giocattoli-Sidermec           | + 22 s           |
| 5e | Raymond Kreder      | Pays-Bas | Roompot-Oranje Peloton                | + 24 s           |
| 6e | Kai Reus            | Pays-Bas | Roompot-Oranje Peloton                | + 14 s           |
| 7e | Félix Pouilly       | France   | Roubaix Métropole européenne de Lille | + 15 s           |
| 8e | Roy Jans            | Belgique | Wanty-Groupe Gobert                   | + 16 s           |
| 9e | Stéphane Poulhiès   | France   | Armée de terre                        | + 16 s           |
| 10e | Sjoerd van Ginneken | Pays-Bas | Roompot-Oranje Peloton                | + 16 s           |

### 4eétape
| \| Classement de l'étape \| Classement de l'étape \| Classement de l'étape \| Classement de l'étape \| Classement de l'étape \| \| Coureur \| Coureur \| Pays \| Équipe \| Temps \| \| --------------------- \| ----------------------- \| --------------------- \| ---------------------------- \| --------------------- \| \| 1er \| Xandro Meurisse \| Belgique \| Crelan-Vastgoedservice \| 4 h 40 min 09 s \| \| 2e \| Bryan Coquard \| France \| Direct Énergie \| + 0 s \| \| 3e \| Marco Frapporti \| Italie \| Androni Giocattoli-Sidermec \| + 0 s \| \| 4e \| Pierrick Fédrigo \| France \| Fortuneo-Vital Concept \| + 0 s \| \| 5e \| Dion Smith \| Nouvelle-Zélande \| ONE Pro Cycling \| + 0 s \| \| 6e \| Damien Gaudin \| France \| AG2R La Mondiale \| + 3 s \| \| 7e \| Delio Fernández \| Espagne \| Delko-Marseille Provence-KTM \| + 3 s \| \| 8e \| Yoann Offredo \| France \| FDJ \| + 11 s \| \| 9e \| Rasmus Christian Quaade \| Danemark \| Stölting Service Group \| + 11 s \| \| 10e \| Mirko Selvaggi \| Italie \| Androni Giocattoli-Sidermec \| + 16 s \| |                         |                  |                              |                 |
| |                         |                  |                              |                 |
| Source : ProCyclingStats |                         |                  |                              |                 |
| Classement de l'étape |                         |                  |                              |                 |
| Coureur | Coureur                 | Pays             | Équipe                       | Temps           |
| 1er | Xandro Meurisse         | Belgique         | Crelan-Vastgoedservice       | 4 h 40 min 09 s |
| 2e | Bryan Coquard           | France           | Direct Énergie               | + 0 s           |
| 3e | Marco Frapporti         | Italie           | Androni Giocattoli-Sidermec  | + 0 s           |
| 4e | Pierrick Fédrigo        | France           | Fortuneo-Vital Concept       | + 0 s           |
| 5e | Dion Smith              | Nouvelle-Zélande | ONE Pro Cycling              | + 0 s           |
| 6e | Damien Gaudin           | France           | AG2R La Mondiale             | + 3 s           |
| 7e | Delio Fernández         | Espagne          | Delko-Marseille Provence-KTM | + 3 s           |
| 8e | Yoann Offredo           | France           | FDJ                          | + 11 s          |
| 9e | Rasmus Christian Quaade | Danemark         | Stölting Service Group       | + 11 s          |
| 10e | Mirko Selvaggi          | Italie           | Androni Giocattoli-Sidermec  | + 16 s          |

| \| Classement général \| Classement général \| Classement général \| Classement général \| Classement général \| \| Coureur \| Coureur \| Pays \| Équipe \| Temps \| \| ------------------ \| ----------------------- \| ------------------ \| ---------------------------- \| ------------------ \| \| 1er \| Bryan Coquard \| France \| Direct Énergie \| 17 h 53 min 01 s \| \| 2e \| Marco Frapporti \| Italie \| Androni Giocattoli-Sidermec \| + 24 s \| \| 3e \| Xandro Meurisse \| Belgique \| Crelan-Vastgoedservice \| + 25 s \| \| 4e \| Dion Smith \| Nouvelle-Zélande \| ONE Pro Cycling \| + 36 s \| \| 5e \| Pierrick Fédrigo \| France \| Fortuneo-Vital Concept \| + 36 s \| \| 6e \| Delio Fernández \| Espagne \| Delko-Marseille Provence-KTM \| + 39 s \| \| 7e \| Damien Gaudin \| France \| AG2R La Mondiale \| + 39 s \| \| 8e \| Yoann Offredo \| France \| FDJ \| + 43 s \| \| 9e \| Rasmus Christian Quaade \| Danemark \| Stölting Service Group \| + 47 s \| \| 10e \| Mirko Selvaggi \| Italie \| Androni Giocattoli-Sidermec \| + 52 s \| |                         |                  |                              |                  |
| |                         |                  |                              |                  |
| Source : ProCyclingStats |                         |                  |                              |                  |
| Classement général |                         |                  |                              |                  |
| Coureur | Coureur                 | Pays             | Équipe                       | Temps            |
| 1er | Bryan Coquard           | France           | Direct Énergie               | 17 h 53 min 01 s |
| 2e | Marco Frapporti         | Italie           | Androni Giocattoli-Sidermec  | + 24 s           |
| 3e | Xandro Meurisse         | Belgique         | Crelan-Vastgoedservice       | + 25 s           |
| 4e | Dion Smith              | Nouvelle-Zélande | ONE Pro Cycling              | + 36 s           |
| 5e | Pierrick Fédrigo        | France           | Fortuneo-Vital Concept       | + 36 s           |
| 6e | Delio Fernández         | Espagne          | Delko-Marseille Provence-KTM | + 39 s           |
| 7e | Damien Gaudin           | France           | AG2R La Mondiale             | + 39 s           |
| 8e | Yoann Offredo           | France           | FDJ                          | + 43 s           |
| 9e | Rasmus Christian Quaade | Danemark         | Stölting Service Group       | + 47 s           |
| 10e | Mirko Selvaggi          | Italie           | Androni Giocattoli-Sidermec  | + 52 s           |

### 5eétape
| \| Classement de l'étape \| Classement de l'étape \| Classement de l'étape \| Classement de l'étape \| Classement de l'étape \| \| Coureur \| Coureur \| Pays \| Équipe \| Temps \| \| --------------------- \| --------------------- \| --------------------- \| ------------------------------------- \| --------------------- \| \| 1er \| Kenny Dehaes \| Belgique \| Wanty-Groupe Gobert \| 3 h 31 min 08 s \| \| 2e \| Bryan Coquard \| France \| Direct Énergie \| + 0 s \| \| 3e \| Maximiliano Richeze \| Argentine \| Etixx-Quick Step \| + 0 s \| \| 4e \| Nacer Bouhanni \| France \| Cofidis, Solutions Crédits \| + 0 s \| \| 5e \| Rudy Barbier \| France \| Roubaix Métropole européenne de Lille \| + 0 s \| \| 6e \| Marco Benfatto \| Italie \| Androni Giocattoli-Sidermec \| + 0 s \| \| 7e \| Baptiste Planckaert \| Belgique \| Wallonie Bruxelles-Group Protect \| + 0 s \| \| 8e \| Gediminas Bagdonas \| Lituanie \| AG2R La Mondiale \| + 0 s \| \| 9e \| Romain Feillu \| France \| HP BTP-Auber 93 \| + 0 s \| \| 10e \| Bert Van Lerberghe \| Belgique \| Topsport Vlaanderen-Baloise \| + 0 s \| |                     |           |                                       |                 |
| |                     |           |                                       |                 |
| Source : ProCyclingStats |                     |           |                                       |                 |
| Classement de l'étape |                     |           |                                       |                 |
| Coureur | Coureur             | Pays      | Équipe                                | Temps           |
| 1er | Kenny Dehaes        | Belgique  | Wanty-Groupe Gobert                   | 3 h 31 min 08 s |
| 2e | Bryan Coquard       | France    | Direct Énergie                        | + 0 s           |
| 3e | Maximiliano Richeze | Argentine | Etixx-Quick Step                      | + 0 s           |
| 4e | Nacer Bouhanni      | France    | Cofidis, Solutions Crédits            | + 0 s           |
| 5e | Rudy Barbier        | France    | Roubaix Métropole européenne de Lille | + 0 s           |
| 6e | Marco Benfatto      | Italie    | Androni Giocattoli-Sidermec           | + 0 s           |
| 7e | Baptiste Planckaert | Belgique  | Wallonie Bruxelles-Group Protect      | + 0 s           |
| 8e | Gediminas Bagdonas  | Lituanie  | AG2R La Mondiale                      | + 0 s           |
| 9e | Romain Feillu       | France    | HP BTP-Auber 93                       | + 0 s           |
| 10e | Bert Van Lerberghe  | Belgique  | Topsport Vlaanderen-Baloise           | + 0 s           |

## Classements finals

### Classement général final
| \| Classement général \| Classement général \| Classement général \| Classement général \| Classement général \| \| Coureur \| Coureur \| Pays \| Équipe \| Temps \| \| ------------------ \| ----------------------- \| ------------------ \| ---------------------------- \| ------------------ \| \| 1er \| Bryan Coquard \| France \| Direct Énergie \| 21 h 24 min 03 s \| \| 2e \| Marco Frapporti \| Italie \| Androni Giocattoli-Sidermec \| + 30 s \| \| 3e \| Xandro Meurisse \| Belgique \| Crelan-Vastgoedservice \| + 31 s \| \| 4e \| Pierrick Fédrigo \| France \| Fortuneo-Vital Concept \| + 41 s \| \| 5e \| Dion Smith \| Nouvelle-Zélande \| ONE Pro Cycling \| + 42 s \| \| 6e \| Delio Fernández \| Espagne \| Delko-Marseille Provence-KTM \| + 45 s \| \| 7e \| Damien Gaudin \| France \| AG2R La Mondiale \| + 45 s \| \| 8e \| Yoann Offredo \| France \| FDJ \| + 46 s \| \| 9e \| Rasmus Christian Quaade \| Danemark \| Stölting Service Group \| + 53 s \| \| 10e \| Mirko Selvaggi \| Italie \| Androni Giocattoli-Sidermec \| + 58 s \| \| 11e \| Alo Jakin \| Estonie \| HP BTP-Auber 93 \| + 1 min 08 s \| \| 12e \| Romain Combaud \| France \| Delko-Marseille Provence-KTM \| + 1 min 08 s \| \| 13e \| Flavien Dassonville \| France \| HP BTP-Auber 93 \| + 1 min 13 s \| \| 14e \| Stijn Vandenbergh \| Belgique \| Etixx-Quick Step \| + 1 min 15 s \| \| 15e \| Yann Guyot \| France \| Armée de terre \| + 1 min 19 s \| \| 16e \| Jérôme Baugnies \| Belgique \| Wanty-Groupe Gobert \| + 1 min 33 s \| \| 17e \| Geoffrey Soupe \| France \| Cofidis, Solutions Crédits \| + 1 min 34 s \| \| 18e \| Rob Ruijgh \| Pays-Bas \| Crelan-Vastgoedservice \| + 1 min 42 s \| \| 19e \| Sébastien Minard \| France \| AG2R La Mondiale \| + 1 min 58 s \| \| 20e \| Yves Lampaert \| Belgique \| Etixx-Quick Step \| + 2 min 09 s \| |                         |                  |                              |                  |
| |                         |                  |                              |                  |
| Source : ProCyclingStats |                         |                  |                              |                  |
| Classement général |                         |                  |                              |                  |
| Coureur | Coureur                 | Pays             | Équipe                       | Temps            |
| 1er | Bryan Coquard           | France           | Direct Énergie               | 21 h 24 min 03 s |
| 2e | Marco Frapporti         | Italie           | Androni Giocattoli-Sidermec  | + 30 s           |
| 3e | Xandro Meurisse         | Belgique         | Crelan-Vastgoedservice       | + 31 s           |
| 4e | Pierrick Fédrigo        | France           | Fortuneo-Vital Concept       | + 41 s           |
| 5e | Dion Smith              | Nouvelle-Zélande | ONE Pro Cycling              | + 42 s           |
| 6e | Delio Fernández         | Espagne          | Delko-Marseille Provence-KTM | + 45 s           |
| 7e | Damien Gaudin           | France           | AG2R La Mondiale             | + 45 s           |
| 8e | Yoann Offredo           | France           | FDJ                          | + 46 s           |
| 9e | Rasmus Christian Quaade | Danemark         | Stölting Service Group       | + 53 s           |
| 10e | Mirko Selvaggi          | Italie           | Androni Giocattoli-Sidermec  | + 58 s           |
| 11e | Alo Jakin               | Estonie          | HP BTP-Auber 93              | + 1 min 08 s     |
| 12e | Romain Combaud          | France           | Delko-Marseille Provence-KTM | + 1 min 08 s     |
| 13e | Flavien Dassonville     | France           | HP BTP-Auber 93              | + 1 min 13 s     |
| 14e | Stijn Vandenbergh       | Belgique         | Etixx-Quick Step             | + 1 min 15 s     |
| 15e | Yann Guyot              | France           | Armée de terre               | + 1 min 19 s     |
| 16e | Jérôme Baugnies         | Belgique         | Wanty-Groupe Gobert          | + 1 min 33 s     |
| 17e | Geoffrey Soupe          | France           | Cofidis, Solutions Crédits   | + 1 min 34 s     |
| 18e | Rob Ruijgh              | Pays-Bas         | Crelan-Vastgoedservice       | + 1 min 42 s     |
| 19e | Sébastien Minard        | France           | AG2R La Mondiale             | + 1 min 58 s     |
| 20e | Yves Lampaert           | Belgique         | Etixx-Quick Step             | + 2 min 09 s     |

### Classements annexes

#### Classement par points
| Classement par points | Classement par points | Classement par points | Classement par points                 | Classement par points |
| --------------------- | --------------------- | --------------------- | ------------------------------------- | --------------------- |
|                       | Coureur               | Pays                  | Équipe                                | Point(s)              |
| 1er                   | Bryan Coquard         | France                | Direct Énergie                        | 94 points             |
| 2e                    | Nacer Bouhanni        | France                | Cofidis                               | 55 pts                |
| 3e                    | Rudy Barbier          | France                | Roubaix Métropole européenne de Lille | 49 pts                |
| modifier              |                       |                       |                                       |                       |

#### Classement de la montagne
| Classement de la montagne | Classement de la montagne | Classement de la montagne | Classement de la montagne   | Classement de la montagne |
| ------------------------- | ------------------------- | ------------------------- | --------------------------- | ------------------------- |
|                           | Coureur                   | Pays                      | Équipe                      | Point(s)                  |
| 1er                       | Stéphane Poulhies         | France                    | Armée de Terre              | 14 points                 |
| 2e                        | Armindo Fonseca           | France                    | Fortuneo-Vital Concept      | 13 pts                    |
| 3e                        | Marco Frapporti           | Italie                    | Androni Giocattoli-Sidermec | 11 pts                    |
| modifier                  |                           |                           |                             |                           |

#### Classement du meilleur jeune
| Classement du meilleur jeune | Classement du meilleur jeune | Classement du meilleur jeune | Classement du meilleur jeune | Classement du meilleur jeune |
|                              | Coureur                      | Pays                         | Équipe                       | Temps                        |
| ---------------------------- | ---------------------------- | ---------------------------- | ---------------------------- | ---------------------------- |
| 1er                          | Bryan Coquard                | France                       | Direct Énergie               | en 21 h 24 min 3 s           |
| 2e                           | Xandro Meurisse              | Belgique                     | Crelan-Vastgoedservice       | + 31 s                       |
| 3e                           | Dion Smith                   | Australie                    | ONE                          | + 42 s                       |
| modifier                     |                              |                              |                              |                              |

## Évolution des classements
| Étape              | Vainqueur          | Classement général | Classement par points | Classement de la montagne | Classement du meilleur jeune | Classement par équipes       |
| ------------------ | ------------------ | ------------------ | --------------------- | ------------------------- | ---------------------------- | ---------------------------- |
| 1                  | Bryan Coquard      | Bryan Coquard      | Bryan Coquard         | Stéphane Poulhies         | Bryan Coquard                | Delko-Marseille Provence-KTM |
| 2                  | Bryan Coquard      | Bryan Coquard      | Bryan Coquard         | Stéphane Poulhies         | Bryan Coquard                | Delko-Marseille Provence-KTM |
| 3                  | Bryan Coquard      | Bryan Coquard      | Bryan Coquard         | Stéphane Poulhies         | Bryan Coquard                | Delko-Marseille Provence-KTM |
| 4                  | Xandro Meurisse    | Bryan Coquard      | Bryan Coquard         | Stéphane Poulhies         | Bryan Coquard                | Etixx-Quick Step             |
| 5                  | Kenny Dehaes       | Bryan Coquard      | Bryan Coquard         | Stéphane Poulhies         | Bryan Coquard                | Etixx-Quick Step             |
| Classements finals | Classements finals | Bryan Coquard      | Bryan Coquard         | Stéphane Poulhies         | Bryan Coquard                | Etixx-Quick Step             |

## Liste des participants
- Liste de départ complète